# Jimmy Neutron
Jimmy Neutron je americký animovaný film z roku 2001. Režisérem filmu byl John A. Davis. Hlavní role ve filmu ztvárnili Debi Derryberry, Patrick Stewart, Martin Short, Rob Paulsen a Carolyn Lawrence.

## Obsazení
| Debi Derryberry  | Jimmy Neutron |
| Patrick Stewart  | Goobot        |
| Martin Short     | Ooblar        |
| Rob Paulsen      | Carl Wheezer  |
| Carolyn Lawrence | Cindy Vortex  |
| Jeffrey Garcia   | Sheen Estevez |
| Crystal Scales   | Libby Folfax  |
| Frank Welker     | Goddard       |
| Candi Milo       | Nick Dean     |
| David L. Lander  | Gus           |
| Megan Cavanagh   | Judy Neutron  |
| Mark DeCarlo     | Hugh Neutron  |

## Ocenění
Film byl v roce 2002 nominován na cenu Oscar při 74. ročníku udílení v kategorii za nejlepší animovaný film.